# Services généraux
 (décembre 2012).
Si vous disposez d'ouvrages ou d'articles de référence ou si vous connaissez des sites web de qualité traitant du thème abordé ici, merci de compléter l'article en donnant les références utiles à sa vérifiabilité et en les liant à la section « Notes et références ».
Les services généraux désignent l'ensemble des services nécessaires au fonctionnement normal d'une entreprise. On peut citer par exemple : la gestion du courrier, les achats de fournitures, la maintenance et le nettoyage des bâtiments, l'entretien des espaces verts, la gestion des locaux techniques, des systèmes d'incendie, de sécurité, des droits d'accès, des énergies : électricité, chauffage, ventilation, climatisation. L'expression désigne généralement une activité interne à une entreprise. Si ces services sont externalisés, le terme « multi-services » est plus fréquemment rencontré, ou en anglais : « facility management ».
Les services généraux ont tendance à être externalisés, permettant à une entreprise de concentrer ses moyens sur son cœur de métier, et mutualiser les coûts des services généraux. C'est notamment le cas pour les jeunes ou petites entreprises qui n'ont pas le besoin et/ou les capacités financières d'avoir une ou plusieurs personnes à plein temps. Les entreprises spécialisées dans ces services se qualifient parfois de « professionnels de l'environnement de travail ».

## Définition des services généraux
Il est difficile de définir les services généraux autrement que par ce qu'ils ne sont pas. Les services généraux désignent tout ce qui est nécessaire au fonctionnement de l'entreprise, mais qui n'est pas la raison de son activité, à l'exclusion de la gestion des ressources humaines et des services financiers. De plus, les services généraux peuvent être partiellement délégués ou externalisés, par exemple des entreprises emploient leurs services généraux pour l'électricité, le chauffage, la gestion des fournitures et la gestion du courrier, mais externalisent l'entretien des locaux et des espaces verts, et délèguent la sécurité ou le support informatique à des entreprises spécialisées.
Les personnes s'occupant des services généraux ont souvent des profils polyvalents, compétents dans de multiples domaines techniques et administratifs.

## Émergence des services généraux
Les services généraux ont considérablement évolué depuis les années 1980. La quasi-totalité des services proposés étaient alors réalisés en interne.
Le terme « externaliser » apparaît dans le dictionnaire[Lequel ?] en 1989. C'est dans les années 1990 que certaines grandes entreprises commencent à avoir recours à des prestataires pour assurer des services tels que le nettoyage ou encore la restauration. En revanche, en ce qui concerne la maintenance technique des bâtiments, ou encore la gestion du courrier, les entreprises se montrent à cette époque, relativement réticentes à l'idée de ne pas les réaliser elles-mêmes.
Dans les années 1990, des sociétés multi-services se développent et proposent aux entreprises d'assurer la quasi-totalité de leurs prestations afin de leur permettre de se concentrer sur leur cœur de métier. On peut considérer aujourd'hui que c'est le modèle de sous traitance qui pré-domine, les entreprises clientes ayant pour rôle de piloter et de contrôler ces prestations.

## Domaines de compétence
Les domaines sont variés et non limités, ils dépendent de la taille, de l'activité, et de la localisation d'une entreprise :
- gestion des risques : espionnage, risques naturels ;
- logistique : courrier, livraisons, stockage, archivage, transport du personnel, véhicules de service ;
- sécurité des biens, des personnes, des données. Gardiennage, gestion des clefs et contrôle d'accès ;
- maintenance du matériel, des locaux, des espaces verts, des ascenseurs ;
- gestion des déchets
- économat : achats, appels d'offres, fournitures, consommables pour imprimantes par exemple ;
- communication interne ou externe, système de visioconférence ;
- service d'accueil des visiteurs et standard téléphonique ;
- restauration du personnel ;
- etc.

Dans la suite des récentes politiques en matière d'environnement, on observe l'apparition de nouvelles compétences notamment en matière de développement durable : norme HQE, réduction de la consommation d'énergie, etc..

## Outils de gestion des services généraux
Le facility management, ou gestion du patrimoine immobilier, est essentiel au bon fonctionnement de toute entreprise. Il est donc important d’en connaître les enjeux et d’avoir conscience de son impact potentiel sur l’entreprise. Comme n’importe quel autre processus de maintenance, la gestion des installations peut être considérablement simplifiée et améliorée par des actions proactives et des solutions de GMAO.
Les avantages sont les suivants :
- Meilleure durée de vie des actifs
- Transparence
- Meilleure productivité
- Planification des notifications
- Amélioration de la communication interne
- Reporting et analyses
- Gestion des pièces de rechange
- Audits et conformité